# Accordo della Renville
L'accordo della Renville è stato un accordo politico mediato dal Consiglio di sicurezza delle Nazioni Unite tra i Paesi Bassi, che stavano cercando di ristabilire la loro colonia nel sud-est asiatico, e i repubblicani indonesiani che cercavano l'indipendenza indonesiana durante la rivoluzione nazionale indonesiana. Ratificato il 17 gennaio 1948, l'accordo fu un tentativo fallimentare di risolvere le controversie sorte in seguito all'accordo di Linggadjati del 1946. Riconobbe un cessate il fuoco lungo la linea di Status Quo chiamata "Linea Van Mook", una linea artificiale che collegava le posizioni olandesi più avanzate.
L'accordo prende il nome dalla USS Renville, la nave su cui si svolsero le trattative mentre era ancorata nella Baia di Giacarta.

## Contesto

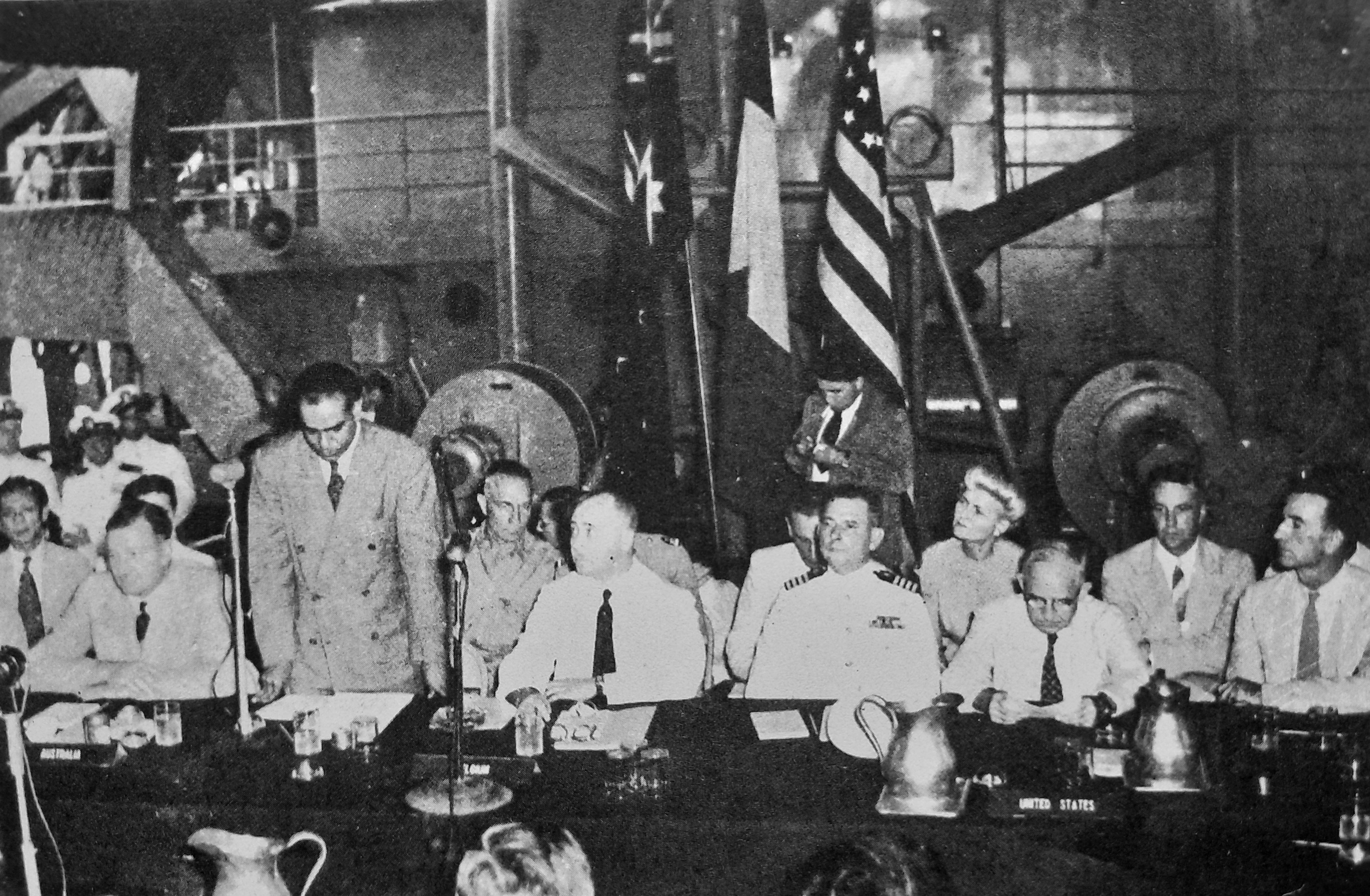
Negoziati in corso sulla USS Renville l'8 dicembre 1947

Il 1º agosto 1947 fu approvata una risoluzione australiana presso il Consiglio di sicurezza delle Nazioni Unite che chiedeva un cessate il fuoco tra le forze olandesi e quelle repubblicane indonesiane. Il tenente e governatore generale olandese Van Mook diede l'ordine di cessare il fuoco il 5 agosto. Il 25 agosto, il Consiglio di Sicurezza approvò una risoluzione proposta dagli Stati Uniti affinché il Consiglio di Sicurezza offrisse i suoi buoni uffici per aiutare a risolvere pacificamente la controversa questione indonesiana. Questa assistenza assumerebbe la forma di un Comitato di Buoni Uffici (CGO, conosciuto localmente in Indonesia come Commissione Trilaterale (in indonesiano Komisi Tiga Negara, KTN, da non confondere con l'attuale Commissione Trilaterale) composta da tre rappresentanti, uno nominato dai Paesi Bassi, uno dall'Indonesia e un terzo, concordato di comune accordo da entrambe le parti. Gli olandesi scelsero un rappresentante del Belgio, l'Indonesia uno dell'Australia ed entrambi concordarono sulla scelta degli Stati Uniti come terzo membro. Pochi giorni dopo, il 29 agosto 1947, gli olandesi proclamarono la linea Van Mook, segnante l'estensione delle aree che controllavano al momento del cessate il fuoco. Tuttavia, gli olandesi inclusero aree dell'Indonesia in cui gli olandesi non erano rientrati dai tempi dell'occupazione giapponese dell'arcipelago. Alla Repubblica rimasero circa un terzo dell'isola di Giava e la maggior parte dell'isola di Sumatra, ma le forze repubblicane furono tagliate fuori dalle principali regioni di coltivazione agricola. Un blocco navale olandese impedì anche che armi, cibo e vestiti raggiungessero i repubblicani.

## Trattative
Vi furono lunghe discussioni per la decisione della sede dei colloqui tra le due parti. Gli olandesi volevano che i negoziati si svolgessero in Indonesia, mentre gli indonesiani rifiutarono la proposta perché avrebbero dovuto trattare sotto la costante minaccia di una possibile invasione dell'esercito olandese. Dopo aver considerato le località d'oltremare e una corazzata statunitense, il vicesegretario di Stato americano Dean Rusk propose di utilizzare la nave da trasporto disarmata USS Renville, che fu condotta in Indonesia ed ancorata nella baia di Giakarta. La prima sessione formale del CGO iniziò l'8 dicembre 1947.
La delegazione repubblicana era guidata dal primo ministro indonesiano Amir Sjarifuddin, con Johannes Leimena come suo vice. Da parte olandese, la delegazione era guidata dal funzionario del servizio civile, il colonnello Raden Abdulkadir Widjojoatmodjo, un indonesiano che era fuggito dall'arcipelago con l'amministrazione coloniale quando i giapponesi invasero le Indie orientali olandesi e aveva lavorato con l'amministrazione civile delle Indie olandesi dopo la guerra.
Il 26 dicembre, mentre i negoziati erano in fase di stallo, il CGO redasse un "Messaggio di Natale", una proposta che chiedeva una tregua totale del conflitto, stabilendo la linea Van Mook come confine militare. Tuttavia, le forze olandesi si ritirarono nelle posizioni ricoperte prima dell'Operazione Product del luglio 1947, lasciando ai repubblicani l'assunzione dell'amministrazione civile di quelle aree. La parte indonesiana accettò integralmente la proposta, ma gli olandesi avanzarono 12 controproposte. Tra queste, era presente la richiesta di libere elezioni affinché le persone potessero decidere il loro rapporto con i futuri Stati Uniti d'Indonesia e che entrambe le parti garantissero la libertà di riunione e di parola. Gli olandesi non accettarono il ritiro delle truppe né che l'amministrazione civile indonesiana tornasse a controllare quelle aree, opponendosi anche a qualsiasi osservazione internazionale dell'accordo.

### Pressioni degli olandesi fuori dai colloqui
Il 19 dicembre, il primo ministro olandese visitò Medan, affermando pubblicamente che fosse necessaria una soluzione rapida e che sarebbe stato "molto deplorevole se quest'ultimo appello non fosse compreso". Dieci giorni dopo, Van Mook annunciò la creazione dello Stato di Sumatra Orientale, indicando così che gli olandesi stavano procedendo con la creazione di uno Stato federale. Poi, il 4 gennaio 1948, gli olandesi organizzarono una conferenza di rappresentanti da loro selezionati in dieci regioni dell'Indonesia. Questi rappresentanti hanno decisero di formare un governo federale ad interim in attesa della creazione degli Stati Uniti d'Indonesia. La Repubblica di Indonesia venne invitata ad aderire come partner di minoranza.

## Accordo

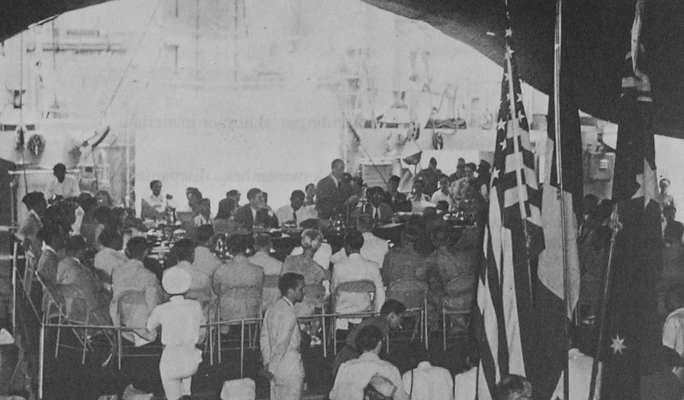
Negoziati in corso sulla USS Renville tra i repubblicani olandesi e indonesiani

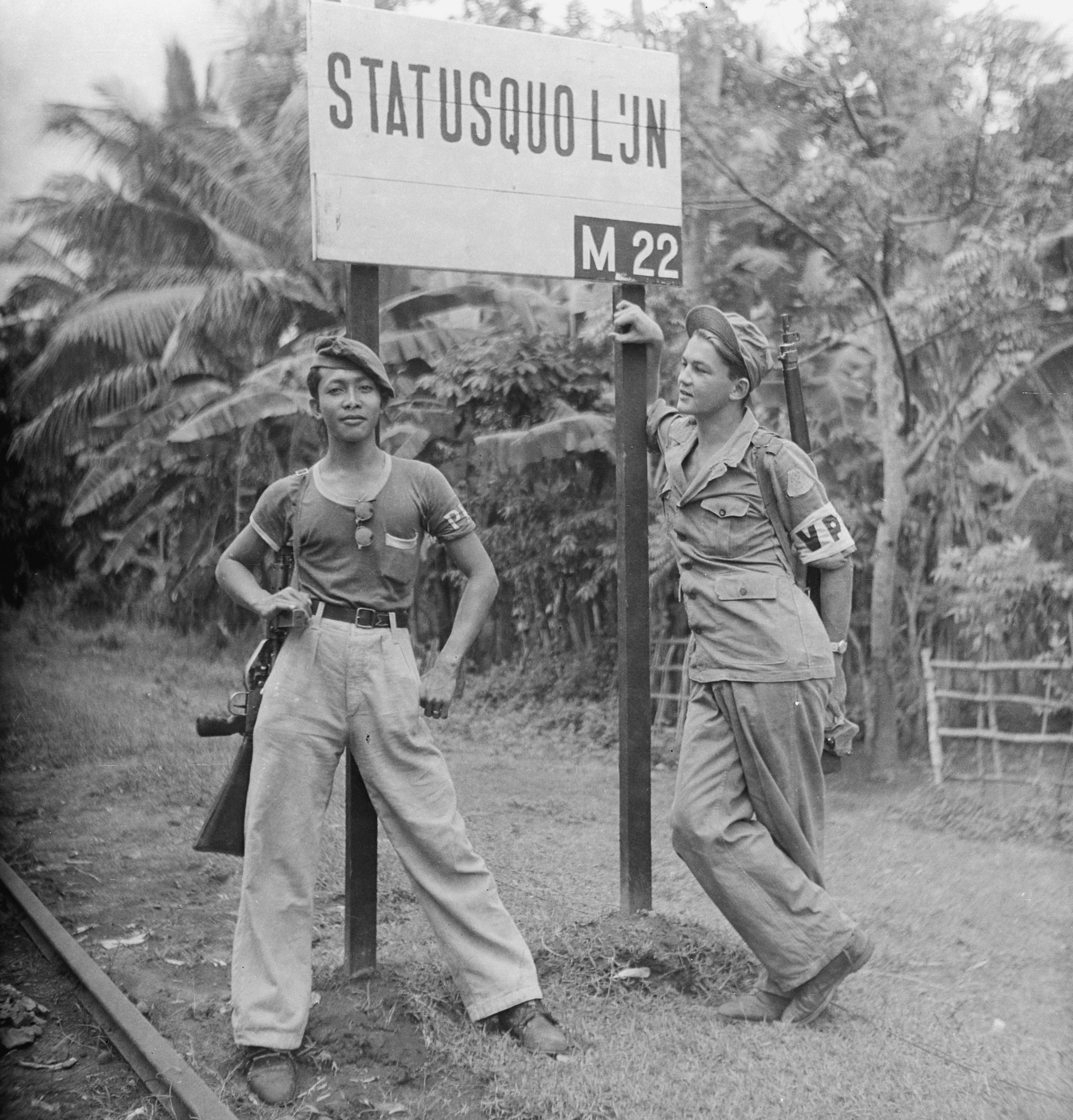
"Linea Status Quo" (Linea Van Mook) il 12 febbraio 1948

Il 9 gennaio la delegazione olandese affermò che se la parte indonesiana non avesse accettato le proprie proposte entro tre giorni, avrebbe chiesto ulteriori istruzioni militari al suo governo. Il CGO propose la modifica di sei principi rispetto ai 12 degli olandesi. Tra le loro disposizioni vi era che la sovranità olandese sarebbe continuata fino al trasferimento agli Stati Uniti d'Indonesia, di cui la Repubblica di Indonesia sarebbe stata una componente; un’equa rappresentanza di ciascuna componente dello Stato federale provvisorio nel suo governo; un referendum entro sei mesi per chiedere alla popolazione il proprio parere per l'adesione della propria regione alla Repubblica dell'Indonesia o agli Stati Uniti d'Indonesia e una convenzione costituzionale per elaborare una costituzione. Inoltre, qualsiasi Stato sarebbe libero di non aderire al RIS.
La parte olandese commentò che avrebbe accettato queste proposte se i repubblicani avessero accettato anche le altre 12 proposte originali entro la scadenza del 12 gennaio. Dopo una proroga di 48 ore discussioni per chiarire le proposte olandesi, il dottor Frank Graham, membro americano del CGO, convinse i repubblicani ad accettare, affermando che potevano contare sull'influenza degli Stati Uniti per garantire che gli olandesi mantenessero la loro parte dell'accordo. Anche la parte indonesiana riteneva che i referendum nelle regioni avrebbero portato alla vittoria dei filo-repubblicani e che questi avrebbero potuto determinare il definitivo crollo di un governo federale. Graham comunicò ad Amir Sjarifuddin che gli Stati Uniti avrebbero fornito aiuti per ricostruire un'Indonesia libera.

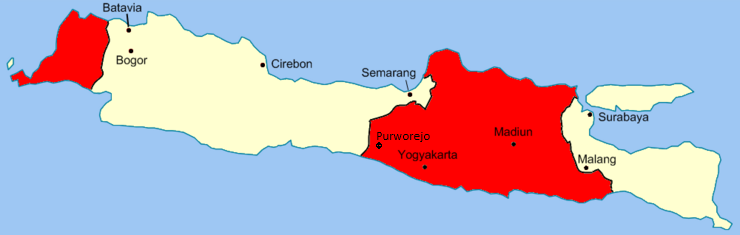
La linea Van Mook a Java. Le aree in rosso erano sotto il controllo repubblicano

Inizialmente il presidente Sukarno e il vicepresidente Hatta si opposero all'accordo, ma dopo aver saputo della carenza di munizioni delle proprie milizie e temendo che gli olandesi avrebbero attaccato di nuovo se l'accordo non fosse stato firmato, accettarono. Erano anche riluttanti ad accettare la responsabilità di ingenti perdite civili e militari se i combattimenti fossero continuati. Dopo che le parti olandese e repubblicana concordarono una tregua lungo la linea Van Mook e le proposte avanzate dalCGO e dagli olandesi, l'accordo fu firmato sul ponte di prua della USS Renville il 17 gennaio 1948.

## Conseguenze
Gli sforzi diplomatici tra i Paesi Bassi e la Repubblica continuarono per tutto il 1948 e il 1949. Le pressioni politiche, sia nazionali che internazionali, ostacolarono i tentativi olandesi di formulare obiettivi di riconquista. Allo stesso modo i leader repubblicani dovettero affrontare grandi difficoltà nel persuadere il loro popolo ad accettare concessioni diplomatiche. Nel luglio 1948 i negoziati si trovarono in una fase di stallo e i Paesi Bassi spinsero unilateralmente verso il concetto federale di Indonesia di Van Mook. Furono creati i nuovi stati federali di Sumatra meridionale e Giava orientale, sebbene nessuno dei due avesse una base di appoggio da parte della popolazione. I Paesi Bassi istituirono il Bijeenkomst voor Federaal Overleg (BFO) (o Assemblea consultiva federale), un organismo che comprendeva le leadership degli stati federali e incaricato della formazione degli Stati Uniti d'Indonesia e di un governo ad interim entro la fine del 1948. I piani olandesi, tuttavia, non prevedevano spazio per la Repubblica a meno che non accettasse il ruolo minore già definito per lei. I piani successivi includevano Giava e Sumatra ma abbandonarono ogni menzione della Repubblica. Il principale punto critico nei negoziati era l'equilibrio di potere tra l'Alto Rappresentante olandese e le forze repubblicane.
La sfiducia reciproca tra i Paesi Bassi e la Repubblica ostacolò enormemente i negoziati. La Repubblica temeva una seconda grande offensiva olandese, mentre gli olandesi si opponevano alla continuazione dell'attività repubblicana sul lato olandese della linea di Van Mook. Nel febbraio 1948, la divisione Siliwangi dell'esercito repubblicano, guidata da Nasution, marciò da Giava occidentale a Giava centrale; il trasferimento aveva lo scopo di allentare le tensioni interne repubblicane che coinvolgono la divisione nell'area di Surakarta. La divisione, tuttavia, si scontrò con le truppe olandesi mentre attraversava il monte Slamet, e gli olandesi, credendo facesse parte di un movimento sistematico di truppe attraverso la linea di Status Quo, aprirono il fuoco. Il timore che tali incursioni avessero effettivamente successo, insieme all’apparente indebolimento repubblicano dello stato di Pasundan fondato dalle forze occupazionali e alle notizie negative giunte dall'arcipelago, portano la leadership olandese a pensare di star sempre più perdendo il controllo e che l'accordo non fosse abbastanza sicuro, portando al concepimento e all'esecuzione nel 1948 dell'Operazione Kraai.